# مستشفى المركز الطبي الدولي
المركز الطبي الدولي (بالإنجليزية: International Medical Center)‏ هو مستشفى خاص (ربحي) بمشاركة مع كليفلاند كلينك الأمريكية، بسعة 300 سرير ويضم كافة التخصصات. يقع في جدة بالمملكة العربية السعودية. وأفتتحه الملك عبد الله بن عبد العزيز آل سعود في 29 أكتوبر 2006 م الموافق 7 شوال 1427 هـ . بلغت تكلفة إنشاءه 500 مليون ريال. يديره وليد أحمد فتيحي.

## مكونات المستشفى
يضم المستشفى 300 غرفة مع أكثر من 100 عيادة خارجية، وستة مراكز متخصصة ومتميزة وهي:
- مركز الصداع والآلام المزمن.
- مركز صحة الطفل.
- مركز المرأة.
- مركز الغدد الصماء والسكر.
- مركز العظام.
- مركز جراحات التجميل والجلدية.
- مركز محاربة السرطان.

والمركز في يضم كفاءات طبية من كل أنحاء العالم، مع وجود أكثر من 50 بوردا أمريكيا وكنديا، ويوفر ما لا يقل عن 1500 فرصة وظيفية مختلفة.